# Simbiogénesis
La simbiogénesis es el resultado de endosimbiosis estables a largo plazo que desembocan en la transferencia de material genético, pasando parte o el total del ADN de los simbiontes al genoma del individuo resultante. Del proceso simbiogenético surge un nuevo organismo en el que en su célula o células se encuentran integrados los simbiontes.

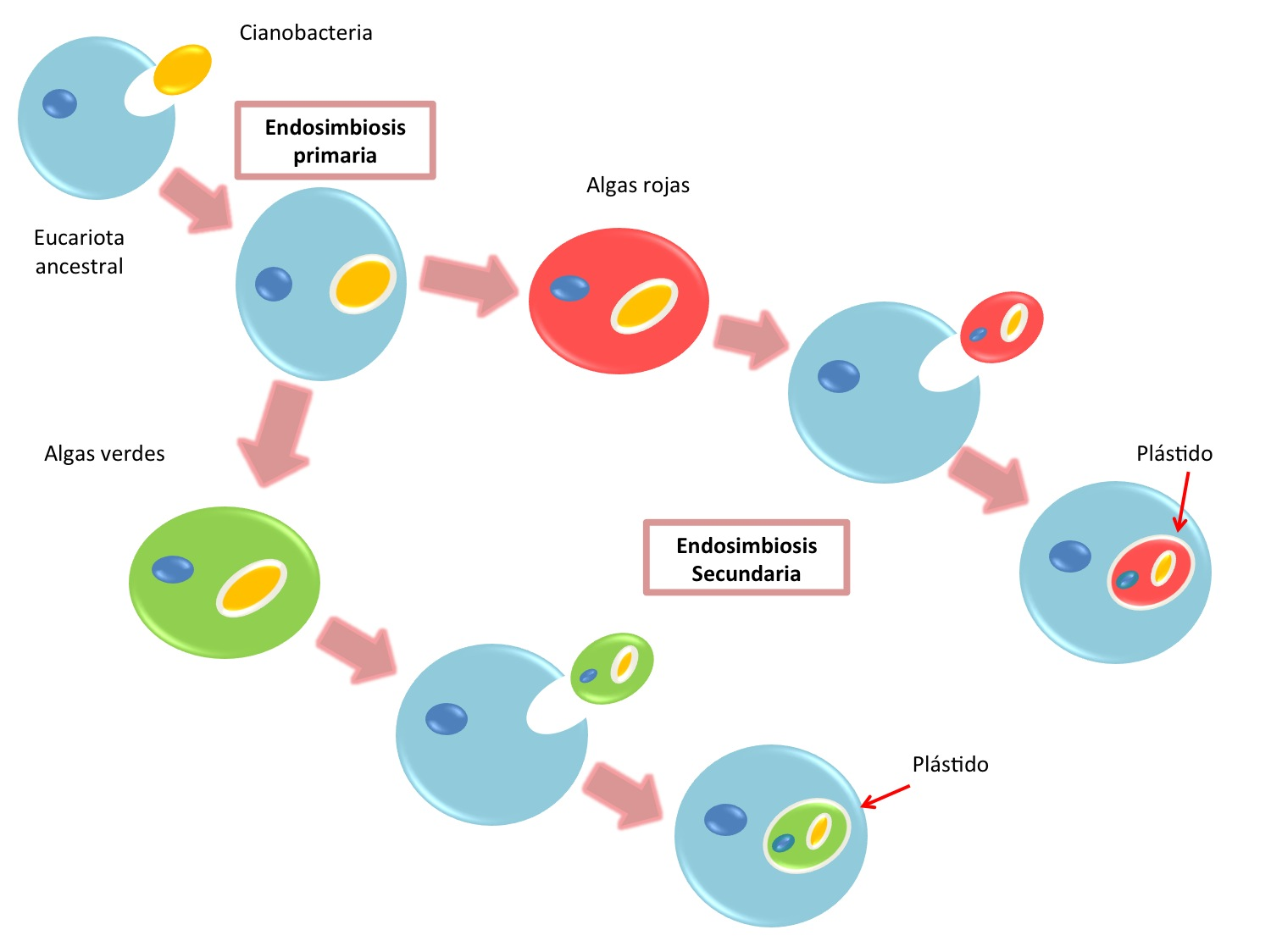
Origen simbiogenético de algas y plantas.

## Antecedentes
El término simbiogénesis fue acuñado por Konstantin Merezhkovsky en 1909 cuando propuso que el origen de la célula eucariota se da en un paso simbiótico a partir de células procariotas En relación con este paso, el caso de simbiogénesis más conocido y mejor documentado, fue descrito con concreción por Lynn Margulis mediante la incorporación sucesiva de distintos simbiontes procariotas; proceso conocido como Endosimbiosis seriada.
Relacionado al proceso de simbiogénesis, Margulis igualmente fue la impulsora de la posterior Teoría simbiogenética; según la cual, restando importancia a las mutaciones genéticas aleatorias, considera que serían las relaciones simbióticas que desembocan en procesos simbiogenéticos, y no las mutaciones aleatorias, las responsables de la mayoría de las novedades evolutivas. Sin embargo, la comunidad científica acepta que la novedad y diversidad biológica sí surge como consecuencia de mutaciones aleatorias (errores en la replicación del ADN) formuladas desde la síntesis, no considerando a la simbiogénesis salvo en el caso concreto del paso de procariotas a eucariotas (eucariogénesis).

## Simbiosis y simbiogénesis
El término simbiosis, acuñado por el botánico alemán Anton de Bary en 1873, describe la interacción continuada de varios individuos de diferentes especies. Por su parte, el término simbiógenesis fue acuñado por Konstantin Merezhkovsky (1855-1921) para referirse a la formación de nuevos órganos y organismos mediante fusiones simbióticas.
Desde finales del siglo XIX para la escuela rusa (Konstantin Merezhkousky, Andrey Faminstyn y Boris Mijailovich Kozo-Polyansky
"La simbiogénesis era considerada como crucial para la generación de novedad biológica". En Francia, el biólogo Paul Portier, en 1918, e Ivan Wallin en Estados Unidos en 1927, llegaron a las mismas conclusiones.
La simbiogénesis describe procesos simbióticos, pero para que estos procesos puedan definirse como simbiogenéticos, debe existir transferencia genética horizontal, y la eclosión de una nueva individualidad que integre a los simbiontes: un conjunto de genes o el genoma completo de uno de los simbiontes debe de pasar a formar parte del genoma del otro. El proceso implica transferencia genética, mediante la cual en el proceso evolutivo de ambas especies, una vez transferido los genes al huésped, los simbiontes ya no requieren del material genético redundante; y al no existir presión selectiva por mantenerlos, estos genes se pierden en el simbionte (así, determinadas capacidades de uno de ellos desaparecen y son asumidas por el otro).
Las asociaciones simbióticas presentan diferentes grados de integración. Desde la asociación por comportamiento, aquella en la que a los miembros de una y otra especie únicamente les une su conducta, hasta el más extremo, el de la simbiogénesis, en el que los genomas de ambos pasan a formar parte del nuevo individuo resultante como en el caso del paso de procariotas a eucariotas. Estados intermedios serían: el denominado "metabólico" en el que de una asociación conductual se pasa a otra en la que los exudados o los residuos de uno pasan a constituir el alimento del otro. Y aún otro de una más estrecha unión, la "asociación productora de genes", en el que las "proteínas (o incluso moléculas de ARN) de uno de los miembros son necesarias para la supervivencia del otro".
La observación de la vida puede proporcionarnos infinidad de procesos simbióticos, existen modos de simbiosis intermedios entre simbiosis y simbiogénesis según el grado de integración de los simbiontes. Las bacterias presentes en el aparato digestivo de termitas y hormigas -con un elevado grado de integración genética-, o las nuestras propias, las de los humanos, podrían significar diferentes estadios del proceso simbiogenético. Si estas bacterias presentes en nuestro aparato digestivo, un día llegasen a ser parte integrante del genoma humano, se habría producido una adquisición de genomas, siendo un caso de simbiogénesis. También se conocen ejemplos de simbiontes integrados en el genoma del hospedador, en los antrópodos es común la presencia de simbiontes que se transmiten verticalmente entre hospedadores, de generación a generación".
Según Lynn Margulis, en los procesos simbiogenéticos "los términos de “coste” y “beneficio" no resultan demasiado útiles". Habrían podido iniciarse como una infección del hospedador o la ingestión del hospedado seguida de una resistencia a la digestión. En este periodo, plausiblemente largo, no podría hablarse de beneficio mutuo, por el contrario puede entenderse que el hospedador, infectado, deberá arrastrar durante ese primer periodo los inconvenientes de la infección, "en cualquier momento esas asociaciones pueden disolverse, sus miembros pueden cambiar e incluso destruirse entre sí, o simplemente perder a su simbionte”.
La explicación de estos procesos simbiogenéticos seguiría estos pasos: en un principio, un individuo entraría en contacto con una bacteria (Margulis otorga a las bacterias una extraordinaria capacidad de adaptación y una gran capacidad de aportar soluciones adaptativas a las más diversas condiciones ambientales), en principio esa relación podría ser parasitaria, pero con el tiempo ambos individuos podrían llegar a una relación mutualista, el hospedador encontrarían ventajas en las características y especialidades del hospedado. De no llegar a este punto la Selección Natural penalizaría esta relación, disminuyendo paulatinamente el número de estos individuos en el conjunto de la población; por el contrario, una relación fructífera se vería favorecida por la selección natural y los individuos implicados proliferarían. Finalmente la estrecha relación de ambos se vería plasmada en la herencia genética del individuo resultante; este individuo portaría parte o el conjunto de los dos genomas originales.

El mínimo cambio genético hereditario consiste en el cambio de uno de los pares de bases del ADN, de A-T a G-C o a la inversa. A su vez, el máximo cambio genético hereditario posible consiste en la adquisición de la serie completa de genes que regulan el funcionamiento de un organismo —su genoma—, junto con el resto de ese organismo en buen estado de salud, de forma que el genoma adquirido siga teniendo un funcionamiento que regular. Entre ambos extremos existe un sinnúmero de modos en que los organismos consiguen y retienen novedad hereditario. Cuando, a principios del presente milenio, fue anunciada la secuencia completa del genoma humano, fueron numerosos quienes se sorprendieron de saber que cerca de 250 de los más de 30.000 genes humanos procedían directamente de bacterias. El origen bacteriano de estos genes, largas secuencias de ADN que codifican las proteínas, es tan fácilmente reconocible como lo pueda ser el de una pluma de ave frente a, por ejemplo, la boca de un tiburón.

Nadie conoce hoy por hoy cómo pasaron las bacterias sus genes a los seres humanos, pero la transmisión vía virus parece una apuesta razonable. El albergue y el transporte de virus a otros lugares, incluyendo a otras bacterias, es una característica notable y bien conocida de estos organismos.
Lynn Margulis y Dorion Sagan, Captando genomas.

Los procesos simbiogenéticos más conocidos y, en la actualidad, considerados plenamente demostrados son la adquisición por parte de las células eucariotas de las mitocondrias y los cloroplastos. Estas adquisiciones de genomas completos característicos de los procesos simbiogenéticos fueron los responsables de la aparición de la propia célula eucariota, junto a la hipótesis de una posible primera incorporación de una espiroqueta que, al día de hoy (2009), se considera insuficientemente probada.
Margulis habla de adquisición de genomas cuando trata de describir las novedades evolutivas de los organismos. Estas novedades, según propone, no serían consecuencia de una cadena de errores genéticos (mutaciones aleatorias en la replicación del genoma) en un proceso paulatino como en la actualidad es aceptado por la mayoría del mundo académico, sino que serían el resultado de esta adquisición brusca de genomas como resultado de procesos simbiogenéticos. No se trataría, pues, de un proceso gradual sino discreto.
Sin embargo, una vez insertado el material genético (simbiogenética) en el huésped, a través de sucesivas generaciones, esta nuevas secuencias igualmente pueden sufrir mutaciones aleatorias del mismo modo que el resto del genoma original del organismo, por lo que la selección natural podrá actuar del mismo modo sobre ellas.

### Ejemplos de simbiogénesis
Los ejemplos más notables y a la vez mejor documentados son casos de endosimbiosis.
- Las mitocondrias de las células eucariotas son orgánulos adquiridos a través de simbiogénesis. En algún momento del proterozoico algunos organismos procariotas evolucionados empezaron a asociarse mediante endosimbiosis a otras bacterias aerobias. Este proceso conlleva la asimilación de un organismo dentro de otro posibilitando para la célula huésped adquirir una forma de metabolismo degradativo, la respiración aerobia, que es más eficaz en la degradación de los alimentos obtenidos por endocitosis. Con el paso del tiempo, el organismo endosimbionte se fue volviendo más y más dependiente de su huésped hasta convertirse de facto en una parte más de éste, las mitocondrias. Ésta es una de las razones por las que las mitocondrias son de los pocos orgánulos celulares que poseen un genoma propio (en el ADN mitocondrial).
- Los plastos se incorporaron más tarde, por simbiosis de una cianobacteria y un protista flagelado unicelular, del que han derivado después las algas rojas, las algas verdes y las plantas. De esta manera fue adquirido por un eucarionte el tipo de metabolismo que llamamos fotosíntesis oxigénica, constituyendo las primeras algas eucarióticas. El resto de los eucariontes fotosintetizadores (por ejemplo, algas pardas o euglenas) adquirieron a su vez esta condición por el mismo sistema, pero adoptando como endosimbionte un alga roja o un alga verde unicelulares.
- La endosimbiosis está en el origen de otros orgánulos, como los hidrogenosomas. También se ha sugerido que el origen de cilios y flagelos pudo ser simbiogenético, aunque hasta ahora sin pruebas.

Otros casos importantes donde está involucrada la simbiogénesis está en el origen de varias algas cromistas y de las euglenofitas, como se puede ver en los siguientes ejemplos:
| Célula huésped        | Célula endosimbionte              | Ente resultante    | Ref.   |
| --------------------- | --------------------------------- | ------------------ | ------ |
| Archaea (Asgard)      | Bacteria (Rickettsiales)          | Eukaryota          | [ 16 ] |
| Eukaryota (Corticata) | Cyanobacteria (Gloeomargaritales) | Plantae            | [ 17 ] |
| Cryptista             | Rhodophytina                      | Cryptophyceae      | [ 18 ] |
| Stramenopiles         | Cryptophyceae                     | Ochrophyta         | [ 19 ] |
| Haptista              | Ochrophyta                        | Haptophyta         | [ 19 ] |
| Dinoflagellata        | Haptophyta                        | Dinophyceae        | [ 20 ] |
| Cercozoa              | Chlorophytina                     | Chlorarachniophyta | [ 21 ] |
| Apicomplexa s. l.     | Limnista                          | Chromerida         | [ 18 ] |
| Euglenozoa            | Pyramimonadales                   | Euglenophyceae     | [ 22 ] |

### Simbiogénesis y los procesos simbiogenéticos

#### Especiación
Resulta muy difícil hablar de especies cuando se trata de bacterias, pero para el caso de los animales podría definirse como especie a la población o conjunto de individuos que pueden reproducirse, que son fértiles entre sí. Y, en contraposición, se pertenecería a especies diferentes cuando estos individuos no son fértiles entre sí. Por lo que la especiación sería el proceso mediante el cual dos poblaciones se separan genéticamente llegando a no ser fértiles los individuos de una población con los individuos de la otra.
Margulis sostiene que la especiación, al menos principalmente, es consecuencia de procesos simbigenéticos. Estos procesos conllevan una modificación radical del genoma y esta modificación, en poblaciones que eran fértiles entre sí, conduciría a la esterilidad entre miembros de los diferentes grupos dependiendo de que portasen o no el nuevo genoma (se entiende que debe existir aislamiento entre grupos para que en uno evolucione el proceso simbiótico y en el otro no).

De nuevo definimos a las especies como sigue: Dos seres vivos pertenecen a la misma especie cuando el contenido y el número de genomas integrados, previamente independientes, que los constituyen, son los mismos. El concepto de especie de E. Mayr en 1948, que afirma que los organismos pueden ser asignados a una misma especie cuando, por naturaleza propia, se aparean y producen descendencia fértil, se convierte así en un ejemplo de nuestra regla general. El concepto de Mayr resulta particularmente aplicable a los animales, que ingieren cada día bacterias susceptibles de pasar de su intestino a sus gónadas o a otros tejidos grasos reproductivos. Esos minúsculos forasteros pueden nadar por sus tejidos, hallar un nicho, permanecer en él e influir en el futuro de lo que podría ser una nueva especie, con un conjunto enteramente nuevo de genes útiles: el genoma adquirido de la antes talentosa, pero ahora perezosa, bacteria incorporada.
Lynn Margulis y Dorion Sagan, Captando genomas.

Margulis, en repetidas ocasiones, ha manifestado que no existirían pruebas, ni por la observación de la naturaleza, ni por trabajos de laboratorio, por las que pueda pensarse que las mutaciones genéticas al azar hayan sido las responsables de la eclosión de una sola especie. Tampoco se considera probada ninguna especiación mediante procesos simbigenéticos, aunque sí ha quedado demostrado que estos procesos simbiogenéticos protagonizaron el paso de procariotas a eucariotas. Para defender que la adquisición de genomas característica de la simbiogénes es la responsable de las especiaciones aporta los experimentos de Dobzhansky con la mosca Drosophila:

El concepto de que el aislamiento reproductivo —y por consiguiente la especiación incipiente— pueda ser inducido por la presencia de simbiontes microbianos no es nuevo en la bibliografía biológica. La idea fue bien argumentada por Theodore Dobzhansky y sus colegas, que se dedicaron al estudio de la Drosophila en poblaciones en cautiverio. Aparearon moscas de la fruta que habían sido sometidas a diferentes temperaturas (frío y calor) durante un par de años. Los apareamientos anteriores habían sido plenamente fértiles, pero al aparear luego a moscas criadas en el frío con otras criadas en el calor, los resultados fueron menos fértiles. La causa probable de esta merma en la fertilidad era la presencia de micoplasmas (bacterias sin paredes celulares) en las condiciones de frío, así como la pérdida de este invasor de tejidos a temperaturas superiores en las poblaciones incubadas con calor. Nardon, Heddi y muchos otros autores han documentado esta misma observación: si macho y hembra de la misma especie llevan en sus tejidos las mismas bacterias, su apareamiento produce descendencia fértil normal. Los problemas comienzan cuando un miembro de la pareja las lleva y el otro no.

Dobzhansky y los demás, aún estando en lo cierto, nunca fueron suficientemente explícitos. Tomaron nota de la presencia y la ausencia de la bacteria, así como de sus efectos sobre la fertilidad, pero nunca llegaron a elevar esta observación a la categoría de mecanismo general de promoción de la especiación.
Lynn Margulis, Dorion Sagan, Captando genomas.

Margulis ve en este comienzo de aislamiento genético causado por ese diferencial bacteriano, una demostración de que es plausible la especiación mediante estos procesos donde interactuamos los pluricelulares con las bacterias.
También, K. A. Pirozynski y D. W. Malloch en una hipótesis, ampliada posteriormente por Peter R. Astatt, proponen un proceso simbiogenético como explicación del origen de las plantas:

Los botánicos canadienses K. A. Pirozynski y D. W. Malloch proponen la idea de la «fusión fúngica» para ayudar a explicar el origen de las plantas hace 450 millones de años. Plantean la hipótesis de la coevolución de hongos y algas en simbiogénesis: como socios combinados. Con el tiempo las plantas proporcionaron savia a los hongos que tenían en su interior, cuyos filamentos micehales desarrollaron una fuerte ramificación y raíces. Peter R. Astatt, de la Universidad de California, en lrvine, amplía la hipótesis Pirozynski-Malloch señalando que las plantas rompen las paredes de celulosa de sus células utilizando trucos degradantes y de absorción característicos de los hongos. Tanto los hongos como las plantas, por ejemplo, excretan al suelo la enzima quitinasa. Astatt sostiene que durante su larga asociación con los hongos, las plantas robaron y retuvieron genes fúngicos.
Lynn Margulis, Planeta simbiótico.

En el caso de los humanos, donde 250 de los más de sus 30 000 genes proceden directamente de bacterias, y, aproximadamente, el 10% de nuestro peso en seco corresponde a comunidades bacterianas, según la teoría simbiogenética propuesta por Margulis, esos 250 genes, perfectamente reconocible su origen bacteriano, serían los vestigios de recientes (recientes en relación con las magnitudes que se barajan en la evolución de la vida) incorporaciones simbiogenéticas. Y podría inferirse que, esas comunidades de bacterias, que suponen el 10% de nuestros constituyentes, se encontrarían en diferentes estadios simbióticos que podrían desembocar en procesos simbiogenéticos.
Entre los ejemplos de posible especiación mediante simbiogénesis que Margulis describe en su libro Captando genomas se encuentra el del Geosiphon pyriforme:

El Geosiphon pyriforme, de unos pocos milímetros de altura, fue descubierto a principios del siglo XIX en Neustadt, Alemania, por un profesor de ciencias de educación secundaria, que recogió la «planta» en la tierra empapada de la ribera del río y la registró en el herbario con el nombre de «Botrydium».[…] Fritz von Wettstein, un excelente botánico, volvió a etiquetar y rebautizó el organismo en el registro herbario cuando se percató de su verdadera naturaleza. Ahora, tras muchos años de estudio tanto en el laboratorio como en el campo, D. Mollenhauer ha conseguido por fin desvelar la vida secreta del Geosiphon. Se trata de un organismo doble, parecido a un liquen, con dos tipos distintos de antepasados. Uno de ellos es un hongo que se parece al Endogone, al Glomus y a otros miembros bien conocidos delfilum fúngico zigomicetes. El otro es la cianobacteria Nostoc, fijadora del nitrógeno.
Lynn Margulis y Dorion Sagan, Captando genomas.

 Sin embargo no hay evidencia genética de traspaso de genes en esta especie.
Desde esta visión de Margulis de los seres vivos como conjuntos de unidades de menor entidad, la adquisición de órganos se entiende como la incorporación de nuevos conjuntos de estas unidades, principalmente la incorporación de conjuntos de bacterias. Margulis vincula una hipótesis, según la cual nuestro cerebro sería el resultado de la incorporación de un conjunto de espiroquetas (el conjunto de neuronas con sus uniones), a lo acertado que pudiera ser su formulación del primer paso del origen de las eucariotas (la adquisición de la motilidad de la célula mediante la simbiogénesis de espiroquetas con otra bacteria de mayor tamaño). Las neuronas no serían producto de sucesivos errores que determinarían su origen e, incluso, el mayor o menor número de éstas, serían producto de relaciones simbióticas. Su número y proliferación estarían sujetos al equilibrio que debe darse en estas relaciones simbióticas.

El proceso evolutivo que dio lugar a los organismos vivos complejos se ha llamado simbiogénesis, y explica que las formas de vida evolucionaron de las más simples a las más complejas por acoplamientos simbióticos (de ahí el término ‘simbiogénesis’). Una simbiosis quiere decir que dos formas de vida autónomas, con su capacidad de autorregulación y su ecosistema propio, se unen promoviendo una autorregulación conjunta y un ecosistema común en el que ambas  quedan englobadas, manteniendo cada cual su propio funcionamiento autorregulador. [...] Es decir, la simbiogénesis explica que en un organismo hipercomplejo cada sistema que lo forma tiene una capacidad de autorregulación propia.
Casilda Rodrigáñez, Sobre la función orgánica y social de la sexualidad.

Igualmente, La evolución del órgano de la vista podría describirse mediante procesos simbigenéticos. Diferentes bacterias con capacidad fotosensible, presentes y detectables en la naturaleza, pudieron iniciar una relación parasitaria infectando a los individuos de un grupo y, con el tiempo, estos individuos lograrían sacar provecho de esa especialidad de su parásito. La selección natural se habría encargado de afinar todo el proceso.

La idea fundamental consiste en que las características heredadas de importancia extraordinaria para la selección natural, tales como frutos, ojos, alas o habla, tienen siempre en común una dilatada historia precedente. El reconocimiento de los antecedentes eucarióticos, así como de la genética y el desarrollo de las eucariotas, convierte a lo que podría parecer intervención divina en evolución como de costumbre. La aparición evolutiva de ojos no es ninguna excepción. La capacidad para responder a la luz visible de forma específica, aparece en muchas moléculas comunes a todas las células. La capacidad fotosensitiva del tejido retinal humano (y de todos los demás vertebrados) es una propiedad de los bastoncillos y los conos de las células retinales. Químicamente, estas células contienen rodopsina, un complejo pigmento proteínico de color púrpura sensible a la luz. La componente opsina de la rodopsina es una proteína que cambia de un organismo a otro, pero sin dejar de compartir unas características comunes, y está presente en una gran variedad de animales, algunas bacterias y algunos protistas. Las verdaderas reacciones a la luz ocurren en la otra parte, más pequeña, de la molécula: la retinal.
Lynn Margulis, Dorion Sagan, Captando genomas,

Entre la documentación paleontológica que Margulis presenta para apoyar que la novedad evolutiva proviene de la simbiogénesis, presenta el caso de los trilobites olénidos que habrían desarrollado morfologías especiales y la sugerencia de Fortey, del departamento de Historia Natural del Museo Británico en Kensington, Londres, según la cual todos estos trilobites tendrían simbiontes bacterianos.

Como sucede con las actuales lombrices tubiformes de las chimeneas submarinas (vestiminíferas), diversos géneros de anélidos (lombrices segmentadas) y moluscos bivalvos con asociaciones simbióticas extremadamente desarrolladas, en el caso de los trilobites podemos tomar los cambios morfológicos como indicadores de simbiotrofia. Los animales vivos que cultivan tales simbiontes bacterianos en sus tejidos muestran signos distintivos de su asociación. Como en el caso de los fósiles de Fortey, muchos han modificado su boca u otras partes de su aparato digestivo. Algunos portan trofosomas (órganos para almacenar bacterias) hipertrofiados o lamelas branquiales. Por otro lado, los animales asociados a bacterias tienden a reproducirse en grandes números.
Lynn Margulis, Dorion Sagan, Captando genomas.

#### Novedad biológica
Margulis afirma que “una prodigiosa bibliografía técnica demuestra que las bacterias constituyen la mayor reserva de diversidad evolutiva”, que “las historias acerca de cómo los microbios tienden a unirse entre sí, así como de las múltiples interacciones entre ellos y con organismos mayores, han sido contadas varias veces en los lenguajes especializados de las ciencias. Inevitablemente, esas historias son poco conocidas, debido en parte a la gran fragmentación de la propia ciencia” y que “casi todos los animales, hongos y plantas —quizás todas las especies— tienen protoctistas asociados”.

sólo los procariotas (las bacterias) son individuales. Todos los demás seres vivos («organismos», como los animales, las plantas y los hongos), son comunidades complejas desde el punto de vista metabólico, formadas por una multitud de seres íntimamente organizados. Es decir, lo que generalmente entendemos como un animal individual, por ejemplo una vaca, es reconocible como una colección de varias entidades autopoyéticas de distintos tipos que, al funcionar conjuntamente, forman una entidad nueva: la vaca. Un «individuo» es cualquier tipo de asociación que ha evolucionado conjuntamente. Resumiendo, todos los organismos mayores que las bacterias son, de manera intrínseca, comunidades.
Lynn Margulis, Una revolución en la evolución.

#### Controversia de la simbiogénesis como principal fuerza evolutiva
Margulis, con su propuesta (expresada en la teoría simbiogenética) según la cual la simbiogénesis sería la principal fuente de novedad biológica, se enfrentó a la síntesis evolutiva moderna (neodarwinismo), teoría respaldada actualmente por la comunidad científica. En contra de la teoría neodarwiniana, Margulis postulo la hipótesis de que las mutaciones al ser en un 99 % dañinas para el organismo, no debieran ser consideradas como el origen principal de las novedades evolutivas como proponen los primeros. Considerando que su teoría no ha sido convenientemente debatida. Cabe señalar que Margulis nunca ha cuestionado la selección natural; por el contrario, la considera necesaria para fijar las relaciones simbióticas.

Que las células animales y vegetales se originaron mediante simbiosis ya no es materia de controversia. La biología molecular, incluyendo la secuenciación genética, ha reivindicado este aspecto de mi teoría de la simbiosis celular. La incorporación permanente de bacterias dentro de las células animales y vegetales en forma de plastos y mitocondrias es la parte de mi teoría de la endosimbiosis serial que aparece ahora incluso en los libros de texto de los institutos. Pero el impacto completo de la visión simbiótica de la evolución todavía no se ha sentido; y la idea de que especies nuevas aparecen a partir de fusiones simbióticas entre miembros de las antiguas todavía no ha merecido siquiera discusión por parte de la sociedad científica respetable.
Margulis, Planeta simbiótico

Sin embargo, la simbiogénesis como principal fuerza evolutiva (teoría simbiogenética), no es aceptada como válida por la mayoría del mundo académico. Actualmente, el neodarwinismo se acepta como válido y su paradigma, que la novedad biológica procede de los errores genéticos y es fijada por la selección natural, lo defienden la mayoría de los biólogos.
Ernst Mayr, en el prólogo del libro de Margulis Captando genomas, resaltando la importancia de los procesos simbióticos, niega que los procesos simbióticos sean los actores de las especiaciones, resaltando que «no existe indicio alguno de que ninguna de las 10 000 especies de aves o de las 4500 especies de mamíferos se hayan originado por medio de la simbiogénesis» (como tampoco está demostrado que haya surgido ninguna especie como consecuencia de un error genético).
Además rechaza la apreciación de Margulis según la cual tales procesos simbióticos puedan calificarse de lamarckianos. También, Maynard Smith, en su libro Ocho hitos de la evolución se enfrenta a la visión simbiogenética de Margulis:

Lynn Margulis, que presentó las evidencias que persuadieron a los biólogos de que mitocondrias y cloroplastos fueron en otro tiempo simbiontes, ha afirmado a veces que la simbiosis es la fuente principal de novedad evolutiva, y que la selección natural ha sido de importancia menor. Esto es inaceptable. [...] La simbiosis no es una alternativa a la selección natural; más bien es al revés: necesitamos una explicación darwiniana de la simbiosis.
John Maynard Smith, Ocho hitos de la evolución.

## Importancia
La simbiogénesis, en la actualidad, es un fenómeno que se considera marginal en el conjunto de la evolución, aunque Lynn Margulis con su teoría simbiogenética, lo consideró que sería generalizado, como generalizada está igualmente la simbiosis en la naturaleza. Aunque en este punto solo está probado dentro de los más importantes hitos en la evolución, el origen de los eucariotas, como el resultado de sucesivos procesos simbiogenéticos.

La aceptación del origen simbiótico de las mitocondrias y los plástidos culminó cuando se descubrió que ambos tipos de orgánulos contienen un DNA distintivo, separado del nuclear e inequívocamente bacteriano en su estilo y organización. El DNA de estos orgánulos codifica sus propias y peculiares proteínas. Exactamente igual que en las bacterias de vida libre, la síntesis de proteínas tiene lugar dentro de las mitocondrias y los plástidos. Ford Doolittle y Michael Gray, biólogos moleculares de la Universidad de Dalhousie en Halifax (Nueva Escocia), mostraron secuencias de DNA en las mitocondrias y los plástidos extremadamente similares a las de determinadas bacterias que viven por su cuenta (Gray 1983).
Margulis, Individualidad por incorporación.

La simbiogénesis no sería un acontecimiento súbito por el que surge la nueva individualidad, sino que por el contrario se trataría de un proceso mediante el cual se producirían sucesivas transferencias de material genético, transferencias que irían ajustando y preparando el momento en el que el hospedador ya no tendría que adquirir a sus simbiontes sino que pasarían a formar parte de él mismo, adquiriéndolos por herencia; considerándose como singularidades al margen de su paradigma, aceptándose solo los casos de simbiogénesis perfectamente demostrados.
Sin embargo Margulis sostuvo que los procesos simbiogenéticos serían abundantes en la naturaleza, pero las propias características del proceso dificultan su observación. Los simbiontes implicados en el proceso irían desprendiéndose de sus características iniciales y una vez completado, sería difícil distinguir en el individuo resultante los vestigios de estos. También, sostuvo que numerosa documentación sobre estos casos permanecería dispersa, habiéndosele otorgado una escasa importancia.

Esta línea de pensamiento sobre la importancia de la simbiosis le ha servido para liderar la idea de que gran parte del progreso evolutivo se debe al consorcio entre organismos con genomas diferentes. La doctora Margulis está convencida de que, aunque la mayor parte de los científicos parece no querer darse cuenta de ello, la ciencia ha venido documentando la evolución en acción en forma de literatura fragmentada y aún de forma desorganizada, pero que recoge casos para el estudio de su evolución. Los agentes del cambio evolutivo tienden a ser, por tanto, organismos plenamente vivos -microbios- y no tan sólo las mutaciones aleatorias.
Nuria Anadón (Universidad de Oviedo), Otra mirada sobre la evolución: Lynn Margulis.

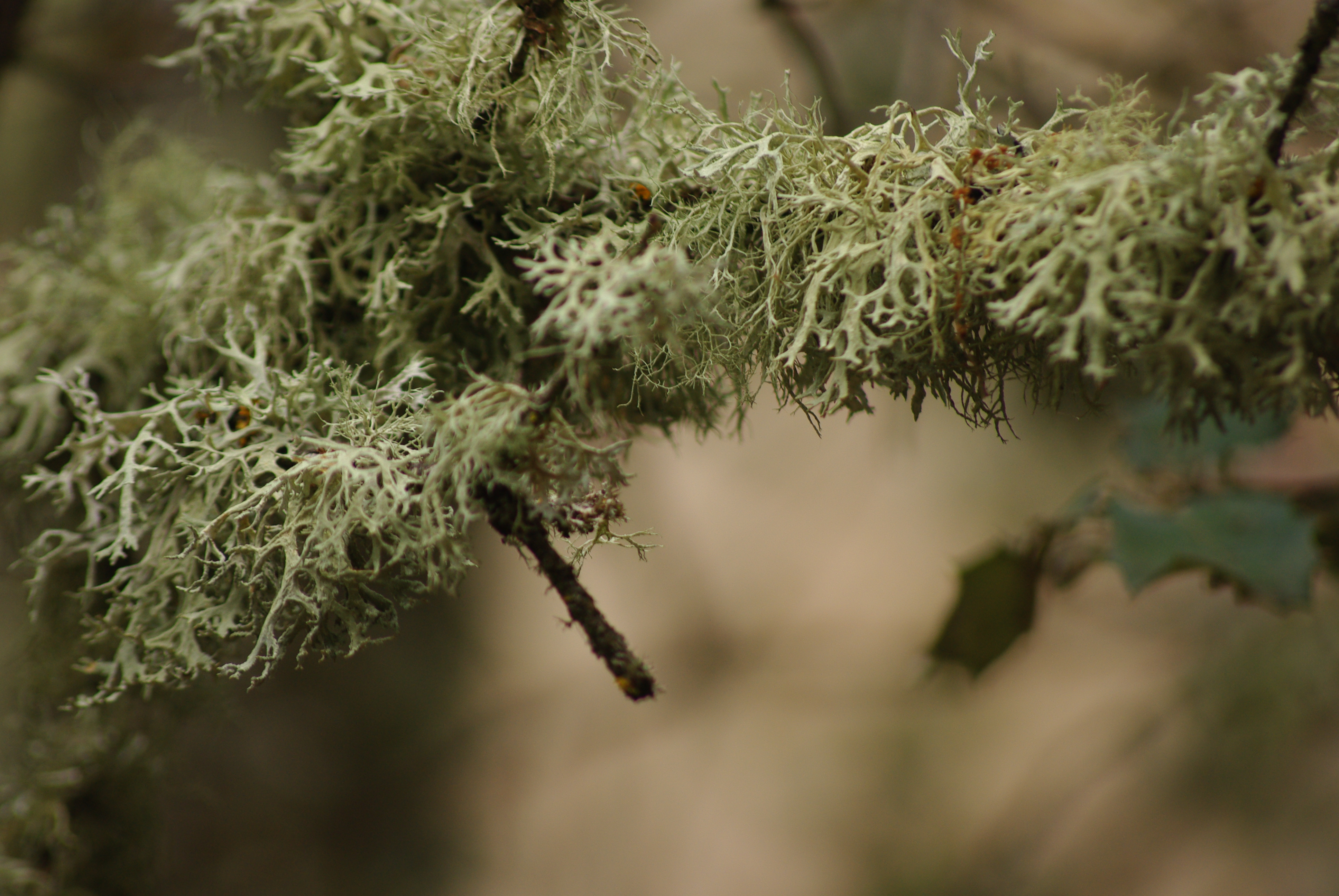
Liquen «Barbas de chivo».

El Liquen es un caso de fuerte visibilidad de un posible inicio de un proceso simbiogenético: «Una asociación simbiótica entre alga y hongo que a simple vista tomaríamos por un único individuo». También, los tamaños respectivos de sus constituyentes no son excesivamente discrepantes: en el liquen se pueden apreciar perfectamente el hongo y el alga primigenios. En otros casos, la novedad biológica puede se más sutil, el nuevo individuo adquiriría una nueva característica poco significativa en el conjunto de este individuo, y los organismos implicados podrían ir desde lo macroscópico a lo microscópico. Sin embargo hay que acotar que en el caso de los líquenes es solo una interacción simbiótica y no existe prueba de un traspaso de material genético.

Lynn Margulis mostró [en la Universidad de Oviedo, marzo de 2008] numerosos ejemplos de que la individualidad es difícil de establecer. Lo vimos con imágenes en vivo de diferentes especies de protozoos del grupo Zoomastiginos que viven en anaerobiosis en grandes cantidades en el intestino de insectos xilófagos del grupo de las termitas. El más representativo puede que sea el de «Mixotricha paradoxa», de la especie más primitiva de los termes, «Mastotermes darwiniensis», que actualmente sólo existe en Australia y que digiere la celulosa gracias a los protozoos para obtener azúcares, ya que los animales no tienen capacidad de degradar la madera. Son protozoos que a su vez tienen gran cantidad de espiroquetas epibiontes, en continuo movimiento, insertadas en su parte posterior. Los primeros observadores de estos seres las tomaron por auténticos cilios.
Nuria Anadón, Otra mirada sobre la evolución: Lynn Margulis

Los plástidos verdes envueltos en membranas de las algas fueron otrora bacterias duras y resistentes que les sirvieron de alimento. Las termitas caníbales retienen en su propio intestino a los simbiontes de sus compañeras ingeridas. Los nematocistos —dardos venenosos naturales construidos a partir de partes de células— de las babosas marinas están tomados de los celentéreos que se comen, para ser usados como medio de defensa de la propia babosa. Todos estos ejemplos no tan sólo nos demuestran cómo los simbiontes integrados tienden a seguir adquiriendo nuevos simbiontes, sino que también ponen de relieve que la historia simbiótica es destino evolutivo.
Lynn Margulis y Dorion Sagan, Captando genomas.

En todo caso, en la actualidad, la mayoría del estamento académico considera que el llamado "paradigma neodarviniano" expresado en la actual teoría científica de la síntesis evolutiva moderna, y su formulación según la cual las mutaciones son aleatorias, producto de errores en la replicación del ADN; explica muy bien los procesos de especiación en la naturaleza. Aún con la dificultad de encontrar críticas desde el mundo académico a este planteamiento de Lynn Margulis y sin que se puedan aportar los argumentos que se esgrimen contra este planteamiento (dado la dificultad para encontrarlos), se puede suponer que la mayoría del estamento académico se muestra escéptico frente este planteamiento.